# Essential (album, Jethro Tull)
Essential (2003) je výběrové album digitálně remasterovaných hitů od skupiny Jethro Tull.

## Seznam stop
1. Teacher - 4:07
2. Aqualung - 6:34
3. Thick As A Brick (Edit No.1) - 3:01
4. Bungle In The Jungle - 3:34
5. Locomotive Breath - 4:23
6. Fat Man - 2:50
7. Living In The Past - 3:18
8. Passion Play (Edit No.8) - 3:28
9. Skating Away (On The Thin Ice Of The New Day) - 4:02
10. Rainbow Blues - 3:37
11. Nothing Is Easy - 4:23

## Obsazení
- Ian Anderson - flétna, zpěv, saxofon (všechny stopy)
- Martin Barre - elektrická kytara (všechny stopy)
- Glenn Cornick - baskytara (stopy 1, 7, 11)
- Clive Bunker - bicí (stopy 1, 2, 5 - 7, 11)
- John Evan - varhany Hammond, piano, varhany, syntezátory (stopy 1 - 5, 8 - 10 )
- Jeffrey Hammond - baskytara (stopy 2, 3, 4, 5, 8, 9, 10)
- Barriemore Barlow - bicí, perkuse, zvonkohra (stopy 3, 4, 8 - 10)
- David Palmer - orchestrální arranže, dirigování orchestru